# Phoebe Blyth

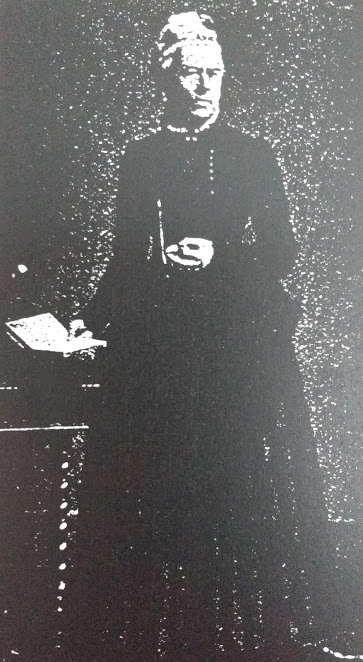
Phoebe Blyth, 1917, Foto aus dem Stammbuch von Edward Lawrence Ireland Blyth über die Familie Blyth

Phoebe Blyth (* 5. April 1816 in Newington, Edinburgh; † 12. Februar 1898 in Edinburgh) war eine schottisch-britische Philanthropin und Verfechterin von Frauenbildung und Chancengleichheit für Frauen im Berufsleben.

## Leben
Blyth wurde als Tochter von Robert Brittain Blyth, einem Metallhändler, und Barbara Cooper geboren. Die Familie war aktives Mitglied der Church of Scotland, und Blyths jüngster Bruder war Reverend Robert Blyth, ein engagierter Verfechter der schottischen Sonntagsschulen (auch Sabbath Schools genannt). Ein weiterer Bruder war der Bau- und Eisenbahningenieur Benjamin Blyth.
Blyth besuchte die Schule eines Mr. Andrews, die zu jener Zeit als eine der besten Privatschulen für Mädchen in Edinburgh galt. Dort lernte sie Geografie, Rhetorik, Französisch, Zeichnen, Musik und Tanzen, während ihre Großmutter ihr auch die Kunst der Haushaltsführung und Krankenpflege beibrachte.
1859 gründeten Jessie Boucherett, Barbara Leigh Smith Bodichon und Adelaide Anne Procter in London die Society for Promoting the Employment of Women, um die Ausbildung und Beschäftigung von Frauen zu fördern. Blyth bemühte sich um die Schaffung einer entsprechenden Organisation in Schottland und war 1860 eines der Gründungsmitglieder der Edinburgh Society for Promoting the Employment of Women. Die Gesellschaft richtete für mögliche Frauenberufe ein Register ein und potenzielle Arbeitgeber und Arbeitnehmerinnen zahlten eine Gebühr. Damit wurde der Grundstein für eine bessere Ausbildung und bezahlte Beschäftigung für Frauen gelegt. Von 1860 bis 1863 umfasste die Liste des Registers: Lehrerinnen in allen Bereichen der Schule, der Familie oder des Privatunterrichts, Pflegerinnen, Missionarinnen, Krankenschwestern, Näherinnen, Ladengehilfinnen und Hausangestellte.
Sowohl Blyth als auch ihr Bruder Robert waren Mitglieder der 1857 neu gegründeten National Association for the Promotion of Social Science. Diese Vereinigung beschäftigte sich mit Fragen des öffentlichen Gesundheitswesens, der Arbeitsverhältnisse, der Strafrechtsreform und der Frauenbildung. Auf einer Konferenz der Vereinigung in Edinburgh im Jahr 1863 hielt Blyth einen Vortrag, in dem sie sich nachdrücklich dafür aussprach, dass Mädchen für den Beruf ausgebildet werden und eine praktische Ausbildung in Haushaltsführung erhalten sollten.
Blyth schrieb auch für die Zeitschrift The Ladies’ Edinburgh Magazine, vor 1876 The Attempt, die von den Mitgliedern der von Sarah Mair gegründeten Ladies' Edinburgh Debating Society herausgegeben wurde. Blyth schrieb den ersten einer Reihe von acht Artikeln, die 1875 in der Zeitschrift veröffentlicht wurden und sich mit „den Industrien und Beschäftigungen, die gebildeten Frauen offen stehen“ befassten:

„In former generations, when the proper sphere of woman was discussed, the question was generally decided by the consideration of any course of action being 'womanly' or 'unwomanly'. There was and is no fixed standard by which this term can be applied, but this did not render it the less decisive; and under the shelter of it, strange inconsistencies were tolerated. It was 'womanly' to dance or sing before assembled thousands, but it was 'unwomanly' to speak to a small number, even if in behalf of the oppressed or wronged; it was 'womanly' to write weak or sentimental novels, but 'unwomanly' to approach grave and important subjects; it was 'womanly' to appear in the hunting-field and to be present at the death of a fox, but 'unwomanly' to come to the help of the sick and wounded; it was 'womanly' to use the needle, but not the graver's style; it was 'womanly' to starve for want of food, but 'unwomanly' or at least unlady-like, to work for self-support.“

„Wenn in früheren Generationen die Frage nach dem eigentlichen Wirkungskreis der Frau erörtert wurde, entschied man im Allgemeinen, ob eine Handlung „weiblich“ oder „unweiblich“ war. Es gab und gibt keinen festen Maßstab, nach dem dieser Begriff angewandt werden kann, aber das machte ihn nicht weniger entscheidend; und unter seinem Schutz wurden seltsame Ungereimtheiten toleriert. Es war „weiblich“, vor Tausenden von Menschen zu tanzen oder zu singen, aber es war „unweiblich“, vor einer kleinen Anzahl von Menschen zu sprechen, selbst wenn es im Namen der Unterdrückten oder der Ungerechten war; es war „weiblich“, leichte oder sentimentale Romane zu schreiben, aber „unweiblich“, ernste und wichtige Themen zu behandeln; es war „weiblich“, auf der Jagd zu erscheinen und dem Tod eines Fuchses beizuwohnen, aber „unweiblich“, den Kranken und Verwundeten zu Hilfe zu kommen; es war „weiblich“, die Nadel zu benutzen, aber nicht den Gravierstichel; es war „weiblich“, aus Mangel an Nahrung zu hungern, aber „unweiblich“ oder zumindest unladyhaft, für den eigenen Unterhalt zu arbeiten.“

Bis 1872 hatten Blyth und ihre Mitstreiterin Flora Stevenson eine herausragende Rolle im öffentlichen Leben von Edinburgh erreicht. Beide waren maßgeblich an der Umsetzung des Education (Scotland) Act von 1872 beteiligt. Mit diesem Gesetz wurden auf einen Schlag etwa tausend Schulausschüsse (School Boards) geschaffen, die als erste öffentlichen Einrichtung in Schottland auch Frauen als Mitgliedern offen standen. Die ersten schottischen Frauen, die gewählt wurden, waren Jane Arthur, die 1872 in Glasgow gewählt wurde, sowie Blyth und Stevenson, die 1873 in Edinburgh gewählt wurden. Blyth war acht Jahre lang Mitglied des Schulausschusses und ging 1881 in den Ruhestand. Während ihrer Amtszeit setzte sie sich für den pädagogischen Wert des Koch- und Hauswirtschaftsunterrichts für Schülerinnen ein.
Blyth und Stevenson waren auch in der Bewegung für die Öffnung des Arztberufs und der Universitätsausbildung für Frauen aktiv. Blyth beteiligte sich jedoch nicht an der Bewegung für das Frauenwahlrecht, obwohl sie dieses unterstützte. Des Weiteren war sie Vorsitzende der Ausschüsse für Hauswirtschaft und für afrikanische Frauen der Church of Scotland. Zeit ihres Lebens war Blyth eine engagierte Philanthropin und engagierte sich regelmäßig in der Missionsarbeit.
Blyth verstarb am 12. Februar 1898 in ihrem Haus in der Mansion House Road in Edinburgh. Sie wurde drei Tage später auf dem Grange Cemetery beigesetzt und hinterließ testamentarisch eine Stiftung in Höhe von 300 Pfund pro Jahr zur Unterstützung „bedürftiger und gebrechlicher Damen“, wobei die Empfängerinnen von weiblichen Mitgliedern ihrer großen Familie bestimmt werden sollten. Ein Teil ihres Nachlasses sollte zudem an Krankenhäuser, Missionen, Asyle und Krankenpflegegesellschaften in Edinburgh gespendet werden.